# Automa musicale

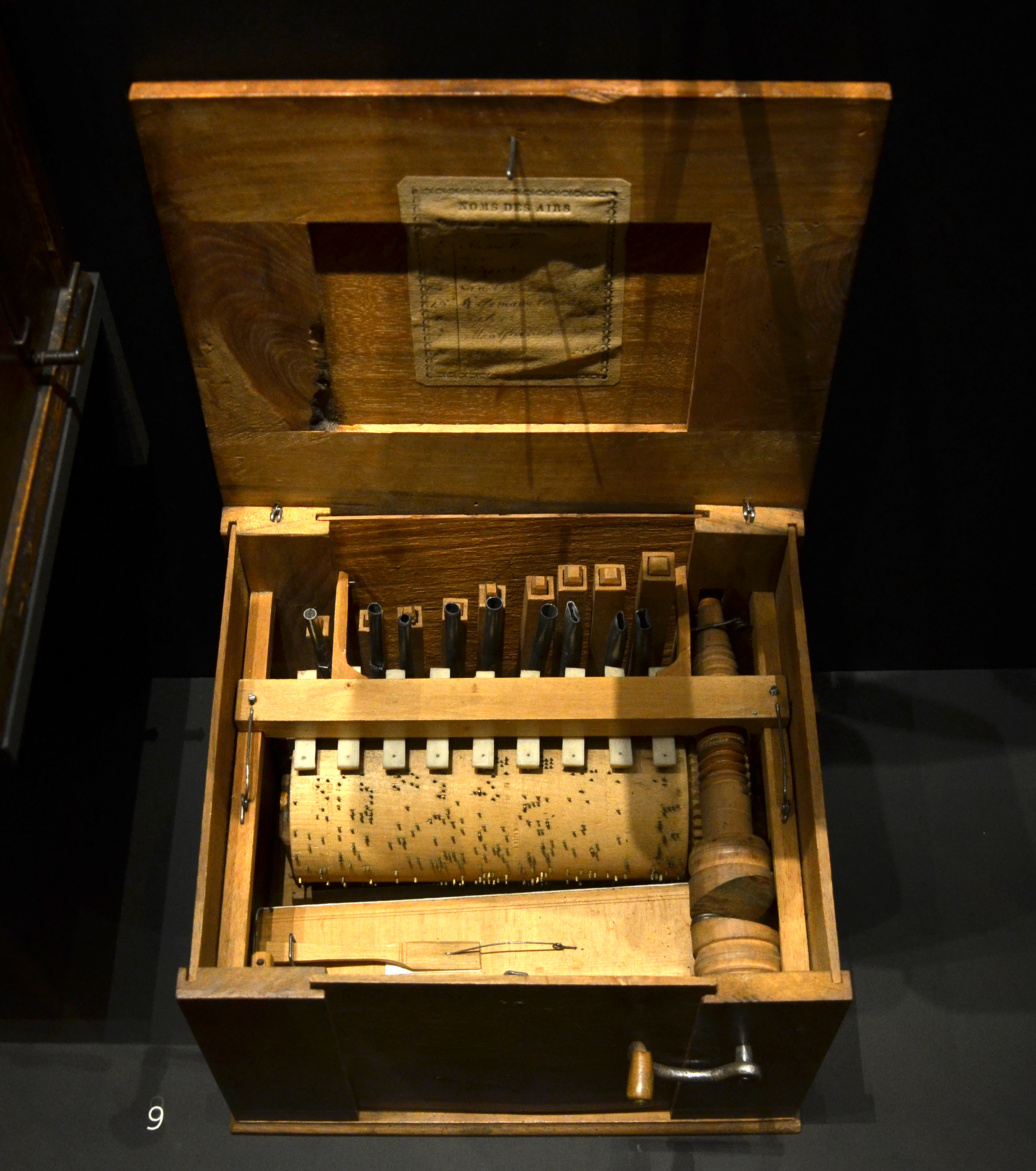
Una serinette del 1768

Un automa musicale (o strumento musicale meccanico o automatico) è uno strumento musicale azionato da un dispositivo meccanico piuttosto che da un interprete umano. Si distingue dai supporti di registrazione perché produce musica e non si limita a riprodurla. La musica è tuttavia predeterminata in base a un programma ripetibile. Restano perciò esclusi dalla definizione di automa anche i meccanismi che producono melodie ogni volta diverse e imprevedibili. Alcuni automi, una volta azionati, procedono senza più intervento umano; altri richiedono invece l'azione di una manovella, di un pedale o del fiato per mantenere in moto il meccanismo.

## Storia

### Antichità
Gli strumenti musicali meccanici, o i loro prototipi, sono noti fin dall'antichità tanto in Oriente quanto in Occidente.
Presso l'imperatore cinese Qín Shǐ Huángdì (III secolo a.C.) pare aver funzionato un'orchestrina di vari strumenti, composta da dodici statuine bronzee di suonatori azionate da un meccanismo a corda e a fiato. Contemporaneamente, a Ctesibio d'Alessandria è attribuita da Vitruvio l'invenzione di orologi ad acqua in grado di dare impulso a trombe e altri strumenti; un epigramma di Edilo gli riconduce inoltre l'ideazione del rhytón, raffigurazione del dio Bes danzante che suona una tromba d'oro azionata da un sistema idraulico. Anche ad Apollonio di Perga (III secolo a.C.) è attribuita la realizzazione di automi musicali ad acqua, in forma di uccelli canori o di figure umane che suonano il flauto, così come a Erone d'Alessandria (I secolo a.C.).
È tuttavia controverso se gli automi descritti nella letteratura antica abbiano davvero la capacità di suonare un tema predefinito, o non siano invece governati dalla casualità, come avviene nell'arpa eolia.

### Medioevo
La prima testimonianza scritta di uno strumento musicale sicuramente automatico emerge nella scienza islamica dell'alto medioevo, quando i Banū Mūsā inventano a Baghdad un flauto azionato da un cilindro rotante composto da dischi ravvicinati con pioli che, tramite la messa in funzione di piccole leve, aprono e chiudono i fori dello strumento (IX secolo).

### Età moderna
La storia degli automi musicali interseca da sempre quella degli orologi e degli organi, che nell'Europa bassomedievale e della prima età moderna rappresentano le uniche due forme di strumento musicale meccanico, almeno fino all'avvento della spinetta automatica rinascimentale.  Diffusi sono ad esempio i carillon di campane automatici e a volte spettacolari associati agli orologi comuni o astronomici di chiese ed edifici pubblici civili.
È soprattutto nella fiorente Augusta del XVI secolo, dove con il sostegno di ricchi mecenati prosperano arti e mestieri, che l'industria degli automi musicali sviluppa e apre la strada all'età dell'oro di tali congegni, il XVIII secolo. L'euforia tecnica dei maestri rinascimentali produce così il cilindro fonotattico, elemento base della maggior parte degli automi, applicato per la prima volta nel 1502.
Nella transizione alla tarda età moderna cambia la funzione degli strumenti musicali meccanici, fino a quel momento accessori alla moda che soltanto nobili e benestanti possono permettersi e che i regnanti si scambiano in dono (si ricorda l'omaggio di Elisabetta I Tudor a Mehmet III nel 1599: un orologio con vari strumenti e uccelli canterini). A questo punto gli automi acquistano invece un'autentica funzione di intrattenimento musicale.

### Età contemporanea
Numerosi compositori, tra l'età moderna e contemporanea, scrivono per gli strumenti meccanici, spesso attratti dalla possibilità di creare musica ineseguibile dall'interprete umano: note irraggiungibili dalle mani già impegnate, accordi di note superiori in numero alle dita, ritornelli potenzialmente illimitati. Tra i nomi più noti si annoverano Händel, C. Ph. E. Bach, Haydn, Mozart, Beethoven (che compongono per orologio musicale o organo meccanico), Cherubini (per organo a rullo), e in seguito anche Saint-Saëns (per organo a canne automatico), Malipiero, Stravinskij, Casella, Hindemith (per pianola).

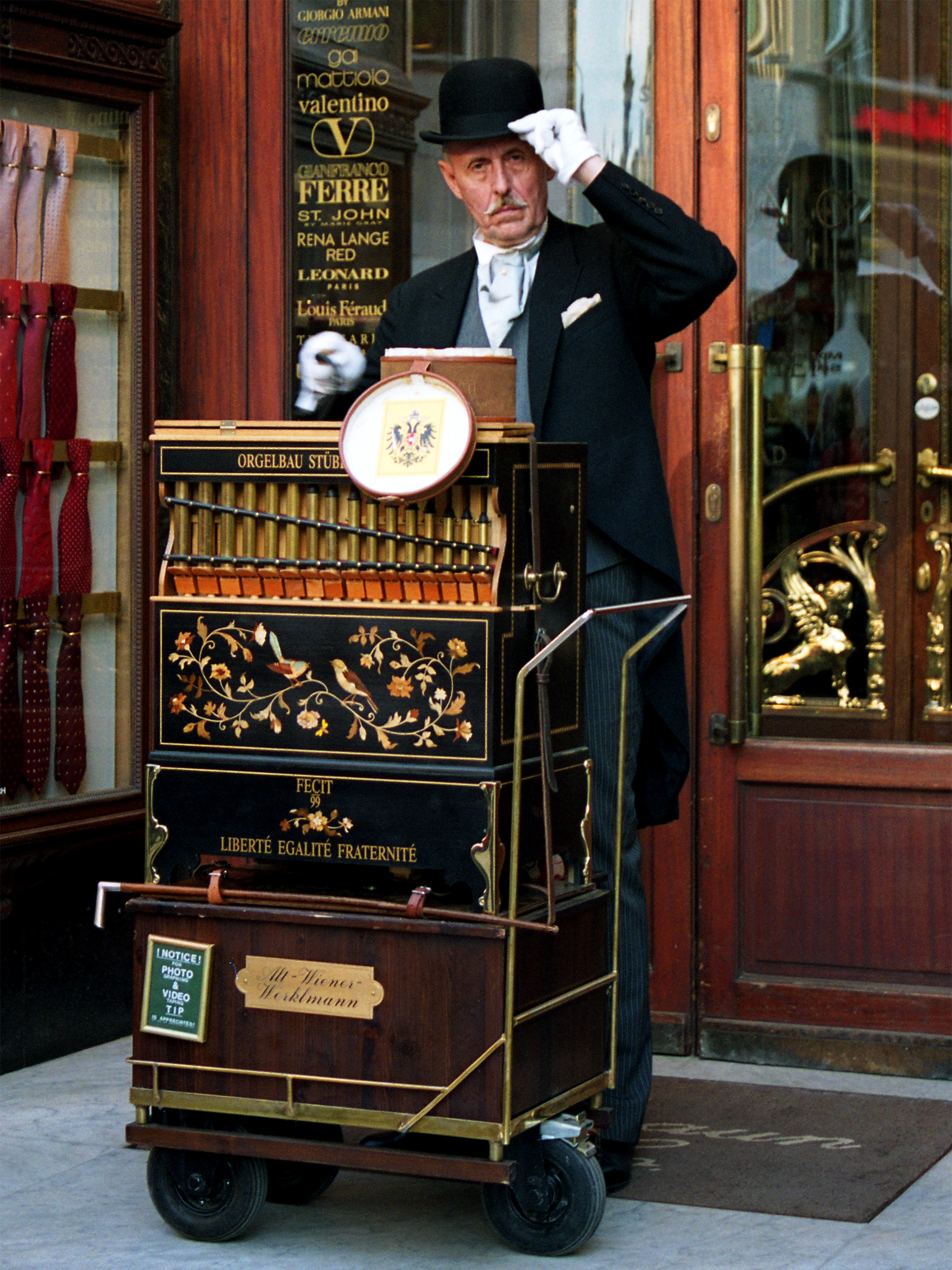
Un organetto di Barberia

L'audacia degli inventori, dal canto suo, si spinge al punto che nel 1792 il tedesco Johann Nepomuk Mälzel arriva a concepire il primo automa in grado di simulare un'intera orchestra, il panarmonicon, da cui deriveranno negli anni 1840 l'orchestrion e l'organo da fiera. Del 1796 è l'invenzione del carillon, destinato a diventare popolarissimo.
Nel XIX secolo l'organetto di Barberia si impone dando vita al fenomeno dei musicisti ambulanti. Lo scorcio del secolo, infine, vede l'applicazione della meccanica soprattutto pneumatica a uno strumento di grande espressività come il pianoforte. Nasce così negli anni 1890 la fortunatissima pianola.
A far tempo dal loro secolo d'oro, gli automi musicali si diffondono anzitutto nei locali alla moda, in aggiunta ai carillon di campane e agli organi a rullo che già risuonavano nelle chiese. Si calcola che nel 1834 la musica meccanica dei musicisti di strada rappresenti oltre la metà della musica ascoltabile in città; verso la fine del secolo, l'85% di tutta la musica è prodotto, nello stesso contesto, da organi e pianoforti meccanici, mentre le scatole musicali entrano nelle case private.
Ancora nel primo dopoguerra le pianole rappresentano ben il 70% di tutti i pianoforti fabbricati negli Stati Uniti, e sotto la Depressione ne sono ancora una parte importante. È tuttavia già iniziato il loro declino, causato non solo dal crollo di Wall Street ma già da preesistenti difficoltà finanziarie di grandi produttori come Aeolian.
Il XX secolo, nonostante una momentanea ripresa d'interesse negli anni 1960, vede lo spegnimento della moda degli automi, almeno nella forma tradizionale. Loro eredi sono gli strumenti elettronici che riproducono informazioni digitali, privi restando tuttavia del valore anche estetico dei manufatti di un tempo. Gli antichi automi conservano notevole interesse musicologico, permettendo la ricostruzione della resa degli abbellimenti e la misurazione delle stesse indicazioni di tempo prive, all'epoca, di riferimenti al metronomo.

## Struttura e meccanismi
Negli automi lo strumento vero e proprio è collegato a un supporto per la traccia da un'interfaccia meccanica e il tutto è attivato da una fonte d'energia.

### Strumento

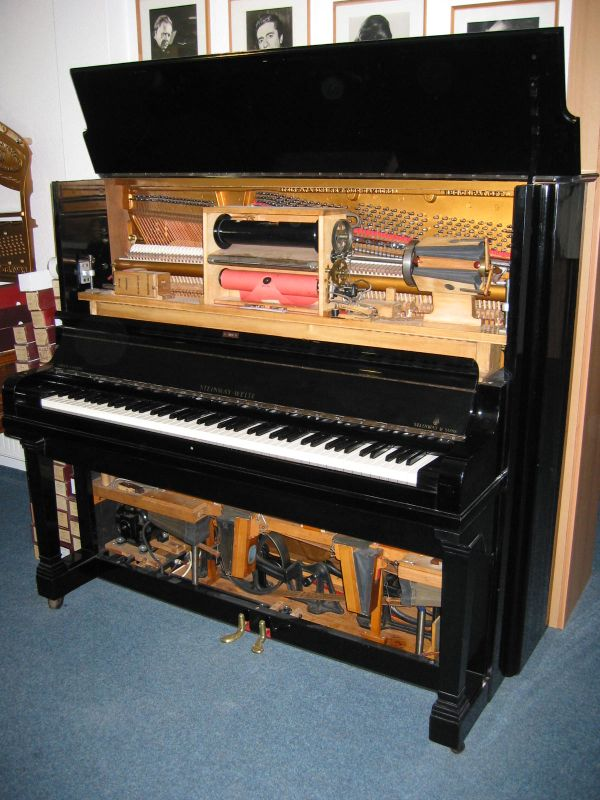
Una pianola del 1919

Amplissima è la varietà degli strumenti che sono stati automatizzati nel corso del tempo. Se essi includono soprattutto gli organi e altri strumenti a tastiera, non sono esclusi però neppure gli archi e altri liuti, senza dimenticare gli aerofoni.

### Supporto per la traccia
I supporti per la traccia sono spesso costituiti da un cilindro chiodato, ligneo o a volte metallico (come nei carillon di campane, negli orologi e nelle scatole musicali). Il cilindro è costellato di chiodi posizionati in modo tale da produrre la sequenza delle note durante la rotazione; essi hanno forma diversa a seconda del valore della nota da suonare. I chiodi attivano volta a volta lo specifico meccanismo che produce il suono nello strumento: martelletti, valvole, lamine. Secondo i casi, un cilindro può contenere uno o più brani: in genere, sono i cilindri incisi a spirale a permettere l'esecuzione di un unico brano di durata maggiore.
Un secondo tipo di supporto è la scheda perforata (o negli organetti il disco perforato) di metallo o di carta. I fori hanno lunghezza e posizione diversa secondo il valore e l'altezza della nota da suonare.

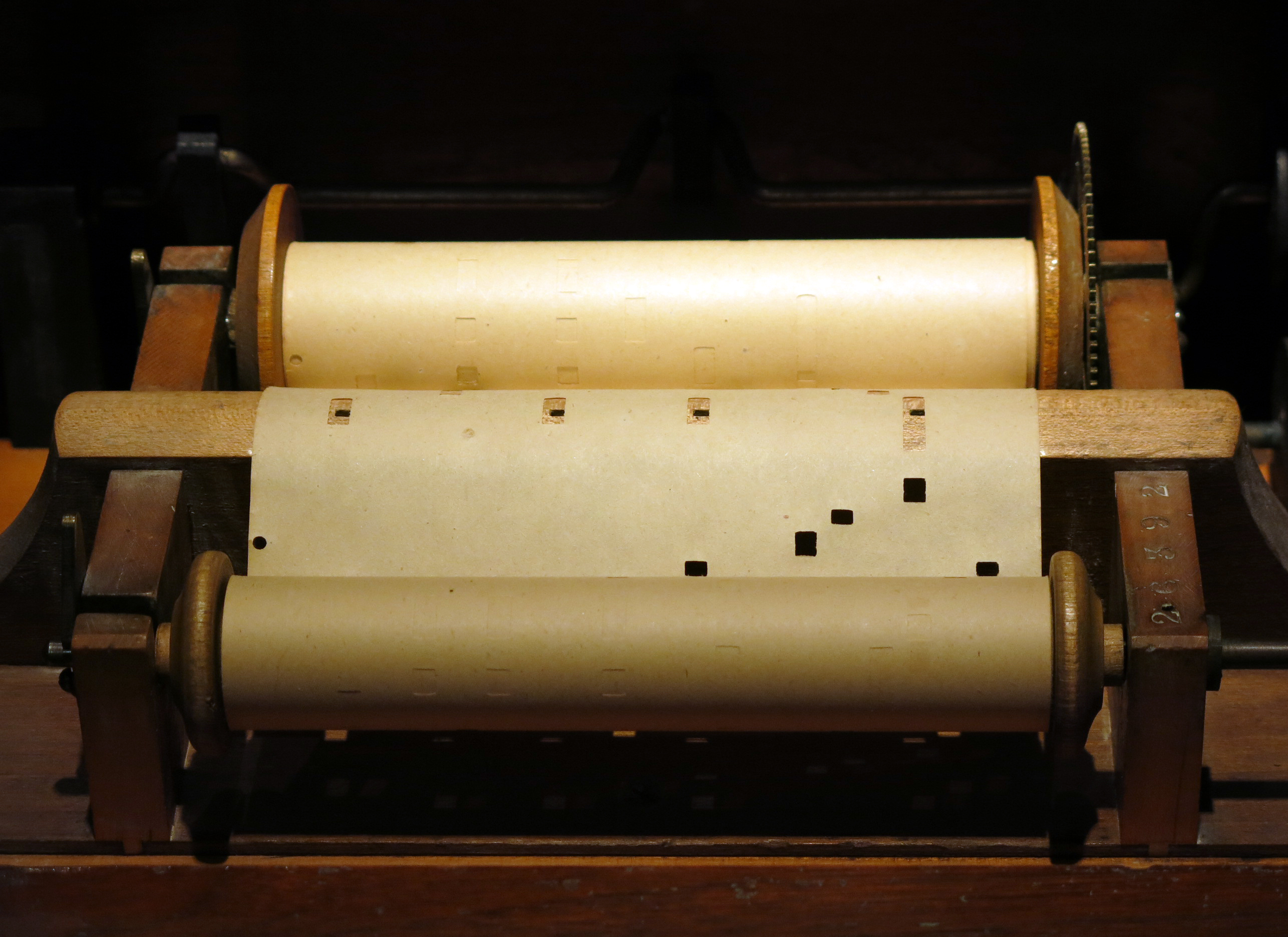
Rullo d'organetto del 1880

In alternativa al cilindro, gli strumenti a lamine pizzicate sfruttano a volte il disco perforato a punzoni, che comunica con una ruota dentata attivata dai punzoni al passaggio dei fori: la ruota stessa sollecita le lamine che producono il suono.
Alcuni automi si servono poi di un rullo di carta perforata che scorre sopra una barra, a sua volta traforata (tracker bar), i cui fori agiscono sia sull'altezza del suono sia, in alcuni strumenti, sulla dinamica. Il movimento è trasmesso al meccanismo riproduttore del suono per via pneumatica, con aspirazione dell'aria indotta dal transito del rullo sui fori della barra.

### Fonte d'energia
La fonte d'energia può consistere in un meccanismo a manovella o a pedale azionati dall'uomo. Le pianole hanno in genere il vantaggio di poter rinunciare al meccanismo automatico e di fungere da comuni pianoforti. Altri automi possiedono un motore a molla che, se lo strumento è in funzione, produce l'esecuzione del brano fintanto che la molla possiede carica. Il meccanismo che attiva lo strumento può essere attivato attraverso un oggetto: ciò consente l'esecuzione a pagamento mediante inserimento di una monetina. Lo stesso è possibile negli automi che sfruttano l'energia prodotta da un contrappeso. Ulteriori fonti d'energia sono l'elettricità e il fiato.

### Dispositivi accessori
Non è esclusa negli automi la presenza di dispositivi accessori attivati all'occorrenza dalla mano umana per variare la dinamica, portare in risalto la melodia, accelerare o rallentare l'esecuzione e perfino produrre un effetto mandolino tramite la percussione continua delle corde.

## Estetica e spettacolarità
La fantasia dei costruttori di automi musicali si è sbizzarrita in forme estetiche variegatissime, e ciò ha contribuito al loro successo come accessori alla moda: se ne trovano in forma di anfore artistiche, di candelieri, di divani.

### Androidi musicali
Ma è soprattutto nella creazione di veri e propri androidi che l'estro dei fabbricanti ha prodotto oggetti spettacolari. Il tentativo di costruire meccanismi che imitassero le movenze dell'uomo risale all'antico Egitto, ma gli androidi (anche non musicali) si affermano ed entrano finalmente in commercio solo dopo rivoluzione industriale.
Gli androidi musicali possono limitarsi a simulare l'esecuzione della musica, o in casi più sofisticati eseguirla direttamente. Così, mentre i Trombettieri di Schlotteim del 1582 fingono di suonare musica prodotta in realtà da un organo a cilindro, l'Apollonion di Völler del 1799, in combinazione con un fortepiano, aziona davvero un flauto con la gestualità e la diteggiatura necessarie allo scopo.
La costruzione degli androidi si articola in tre fasi. Nella modellazione si creano la scultura e lo stampo per le eventuali copie in numero limitato. Nella fase meccanica il lavoro fondamentale è quello di tracciamento e lavorazione delle camme, che devono risultare estremamente precise e funzionali per determinare il movimento voluto. Infine si passa al rivestimento, con abiti, trucco, parrucca, decorazioni e accessori.
Tra gli androidi musicali tuttora conservati si ricordano una Musicienne (organista o clavicembalista) di Jaquet-Droz (1773-1774), un Tamburino militare tardosettecentesco d'origine forse veneziana e una celebre Joueuse de tympanon (suonatrice di salterio) di Roentgen-Kinzing (1784-1785), creata per la regina Maria Antonietta di cui è, con ogni probabilità, anche il ritratto. Perduto è il cosiddetto David, un sorprendente arpista meccanico concepito dall'italiano Lodovico Gavioli e capace, stando alle testimonianze, di mimare la gestualità umana del musicista. Androidi possono anche trovarsi incorporati in alcuni strumenti musicali più grandi e complessi, come nel caso dell'organo da fiera o talvolta dell'orchestrion.